# Памятник павшим в Великой Отечественной войне (Баку)
Памятник павшим в Великой Отечественной войне (азерб. Böyük Vətən müharibəsində həlak olmuşların xatirəsinə ucaldılmış abidə) находится на территории парка имени Зорге в Баку, Азербайджан. Памятник посвящён воинам, павшим на полях Великой Отечественной войны.

## История
Изначально памятник располагался перед зданием Исполнительной власти Насиминского района города Баку. В январе 2012 года в связи с постройкой нового здания Исполнительной власти памятник был демонтирован и установлен в парке имени Рихарда Зорге.